# Judas José Romo y Gamboa
Judas Tadeo José Romo y Gamboa (Cañizar, 7 gennaio 1779 – Umbrete, 11 gennaio 1855) è stato un cardinale e arcivescovo cattolico spagnolo.
Fu nominato cardinale della Chiesa cattolica da papa Pio IX.

## Biografia
Nacque a Cañizar il 7 gennaio 1779.
Fu nominato vescovo delle Canarie il 20 gennaio 1834 e consacrato il 1º maggio successivo. Fu nominato senatore a vita dal 1845.
Fu promosso alla sede metropolitana di Siviglia il 17 dicembre 1847. Papa Pio IX lo elevò al rango di cardinale nel concistoro del 30 settembre 1850. Morì l'11 gennaio 1855 all'età di 76 anni, senza aver ricevuto la berretta cardinalizia ed il titolo; è sepolto nella cattedrale di Siviglia.

## Genealogia episcopale e successione apostolica
La genealogia episcopale è:
- Arcivescovo Felipe Ruiz de Ausmendi
- Arcivescovo Isidro Rodríguez Lorenzo, O.S.Bas.
- Vescovo Felipe José de Tres-Palacios y Verdeja
- Vescovo Salvador Biempica y Sotomayor
- Vescovo Antonio Bergosa y Jordán
- Arcivescovo Pedro José de Fonte y Hernández Miravete
- Cardinale Judas José Romo y Gamboa

La successione apostolica è:
- Vescovo Juan José Arbolí y Acaso (1852)